# Piotr Szafraniec (zm. 1441/1442)
Piotr (3) Szafraniec Młodszy z Pieskowej Skały i Łuczyc herbu Starykoń (zm. w 1441 roku) – podkomorzy krakowski w latach 1431-1441, starosta sieradzki w latach 1434-1441, starosta żarnowiecki w 1431 roku, starosta spiski 1429-1440, krajczy nadworny w 1426 roku. 
Jego żoną była Małgorzata.
Jan Długosz wspomina, że trudnił się alchemią. Wspomina też, że jego syn, także Piotr (zm. 1456), był rozbójnikiem i był z tego powodu w niełasce u króla Kazimierza Jagiellończyka.